# 1868 год в литературе

## Книги
- «Где лучше?» — роман Фёдора Решетникова.
- «Горячее сердце» — пьеса Александра Островского.
- «Дети капитана Гранта» — роман Жюля Верна.
- «Жертва вечерняя» — роман Петра Боборыкина.
- «Идиот» — роман Фёдора Достоевского (опубликован в журнале «Русский вестник»).
- «Лунный камень» — роман Уилки Коллинза.
- «На всякого мудреца довольно простоты» — пьеса Александра Островского.
- «Несчастная» — повесть Ивана Тургенева.
- «Рабы Парижа» (Les Esclaves de Paris) — детективный роман Эмиля Габорио.

## Родились
- 19 января — Густав Майринк (Gustav Meyrink), австрийский писатель (умер в 1932).
- 18 февраля – Самуэль Люблинский, немецкий писатель, драматург, литературный критик (умер в 1910).
- 22 марта — Видунас (Vydūnas, настоящее имя Вилюс Стороста), литовский драматург, публицист, философ (умер в 1953).
- 28 марта — Максим Горький, русский советский писатель (умер в 1936).
- 1 апреля — Эдмон Ростан (Edmond Eugène Alexis Rostand), французский поэт и драматург (умер в 1918).
- 7 мая — Станислав Пшибышевский (Stanisław Przybyszewski), польский писатель (умер в 1927).
- 1 августа — Яльмар Бергстрём, датский писатель и драматург (умер в 1914).
- 9 сентября — Эдвард Штильгебауер, немецкий писатель (умер в 1936).
- 19 декабря — Элинор Портер, американская детская писательница и романистка.

## Умерли
- 16 июля — Дмитрий Иванович Писарев, русский публицист и литературный критик (родился в 1840).
- 11 сентября — Ромуальд Зенкевич, белорусский фольклорист, педагог, этнограф (родился в 1811).
- 4 октября — Ксенофонт Осипович Альбиновский, русский писатель и публицист (родился в 1838).
- 17 октября — Бернхард фон Бесков, шведский писатель, поэт, драматург, либреттист (родился в 1796).
- 24 ноября — Жан-Пьер Фелисьен Мальфиль, французский драматург и прозаик (родился в 1813).
- 29 ноября — Мкртич Пешикташлян, армянский поэт, драматург, актёр, режиссёр и общественный деятель (родился в 1828).
- 20 декабря — Нестор Васильевич Кукольник, русский писатель, поэт, драматург (родился в 1809).
- 21 декабря — Иван Михайлович Снегирёв, русский историк, этнограф, фольклорист, археолог (родился в 1793).
- Александр Васильевич Яковлев, русский писатель и общественный деятель (родился в 1835).